# Dürresbach
Dürresbach ist ein Ortsteil der Stadt Hennef (Sieg) im Rhein-Sieg-Kreis in Nordrhein-Westfalen.

## Lage
Der ehemalige Gutshof liegt südlich von Geistingen, nahe der Ortschaft Söven. Das „Haus Dürresbach“ ist heute ein Gastronomiebetrieb.

## Geschichte
1910 gab es in Dürresbach die Haushalte Gutsbesitzer Josef Heckelsberg und den Steinbruchbesitzer Peter Heckelsberg.
Bis 1934 gehörte Dürresbach zur Gemeinde Geistingen.

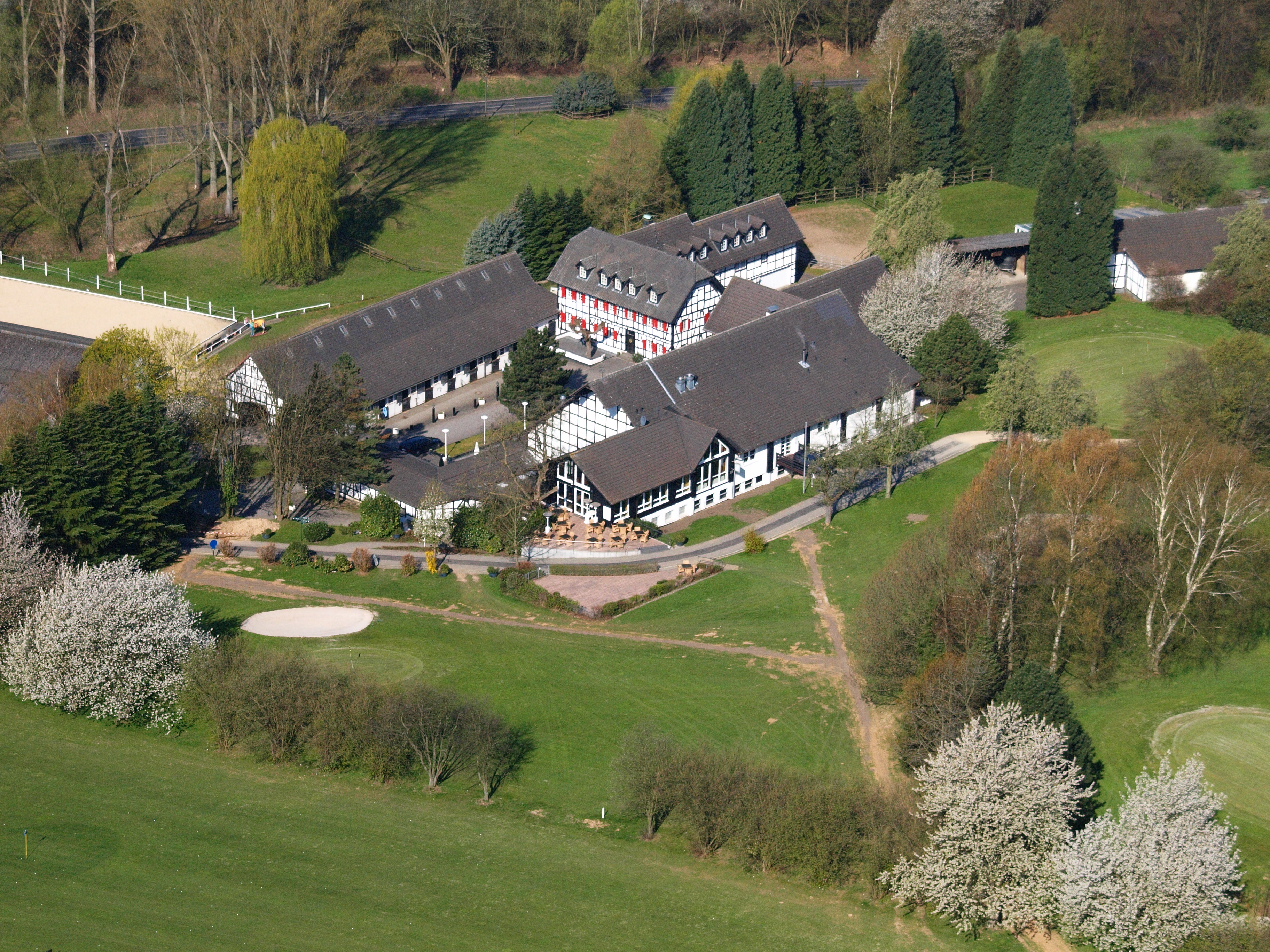
Haus Dürresbach